# Muhsin Al-Ramli
Muhsin Al-Ramli (Iraq, 1967) è uno scrittore, poeta e traduttore iracheno.
È nato in un villaggio dell'Iraq settentrionale nel 1967. Vive in Spagna dal 1995. Ha conseguito un Dottorato in Filosofia e Lettere, Filologia Spagnola all'Università Autonoma di Madrid 2003 con la tesi: Tracce della Cultura islamica nel Don Chisciotte.
Ha curato la traduzione di vari classici spagnoli in arabo. È coeditore della rivista culturale Alwah ("al-Wāḥ" significa in arabo "l'Ispiratore"). Attualmente è professore all'università Saint Louis Di Madrid

## Opere
- Regalo del Prossimo Secolo (Racconti), 1995.
- Alla Ricerca di un Cuore Vivo (Teatro), 1997.
- Carte lontane dal Tigri (Racconti), 1998.
- Molliche Sparse (Romanzo), 2000, Premio Arkansas (U.S.A.), 2002 per la versione Inglese (Scattered Crumbs).
- Le Notti Felici del Bombardamento (Racconto), 2003.http://www.sanabil.net/index.php?action=viewProds&prodId=81[collegamento interrotto]
- Siamo Tutti Vedovi Delle Risposte (Poesie), 2005.
- Dita di datteri (Romanzo), 2008.
- Addormentata tra i soldati (Poesie) 2011.
- Le arance di Baghdad e un amore cinese (Racconti) 2011.
- I giardini del Presidente (Romanzo), 2012.
- Il lupo di amore e di libri (Romanzo), 2015.